# Lajos Tisza (comite)
Lajos Tisza (n. 5 august 1798, Oradea, Monarhia Habsburgică – d. 23 august 1856, Geszt, Districtul Sarkad, Békés, Ungaria) a fost un om politic maghiar, membru al Dietei Ungariei, vicecomite în două rânduri al comitatului Bihor, apoi comite. Este tatăl lui Kálmán Tisza, Lajos Tisza și Domokos Tisza.

## Biografie
Era fiul lui László Tisza, șambelan regal și imperial și unul din cei mai mari latifundiari ai comitatului Bihor, și al contesei Katalin Teleki. În 1825 a fost ales vicenotar al comitatului Bihor și în 1829 a devenit notar-șef. 
În 1832 a fost numit vicecomite și a devenit membru al Dietei Ungariei. În primăvara anului 1833 Tisza s-a bătut la Debrețin cu parlamentarul Gábor Füzesséry. Ei s-au întâlnit în casa judecătorului Reviczky, a apărut o altercație între ei, iar Tisza l-a pălmuit pe Füzesséry. Acest conflict este descris într-o scrisoare a lui Ferenc Deák. Atunci când vestea despre acest scandal a ajuns la Bratislava ambele persoane au fost excluse din parlament. În 1837 a devenit din nou vicecomite, ca urmare a sprijinului oferit de forțele politice conservatoare locale și de clerul catolic. 
Între anii 1841 și 1848 a îndeplinit funcția de comite al comitatului Bihor, fiind, în același timp, șambelan regal și imperial. În 1848 el a demisionat de bună voie din funcțiile deținute și s-a retras în mod oficial din politică. La câteva luni după moartea fiului său, Domokos, a murit și el la Geszt.

### Familia
În 1825 s-a căsătorit cu contesa Júlia Teleki (1805-1863), cu care a avut șapte fii:
- László (1826–?)
- Lajos (1827–?)
- László (1829-1902); căsătorit cu Ottilie Holles (1831-1904)
- Kálmán (1830-1902), politician, prim-ministru; căsătorit cu contesa Ilona Degenfeld-Schonburg (1839-1913) contesa
- Lajos (1832-1898), politician, ministru
- Béla (1834–?)
- Domokos (1837-1856)